# Werner Kallmorgen
Werner Kallmorgen (* 15. August 1902 in Altona; † 26. Januar 1979 in Heimhart bei Landau an der Isar; vollständiger Name: Max Georg Werner Kallmorgen) war ein Hamburger Architekt.

## Leben und Schaffen

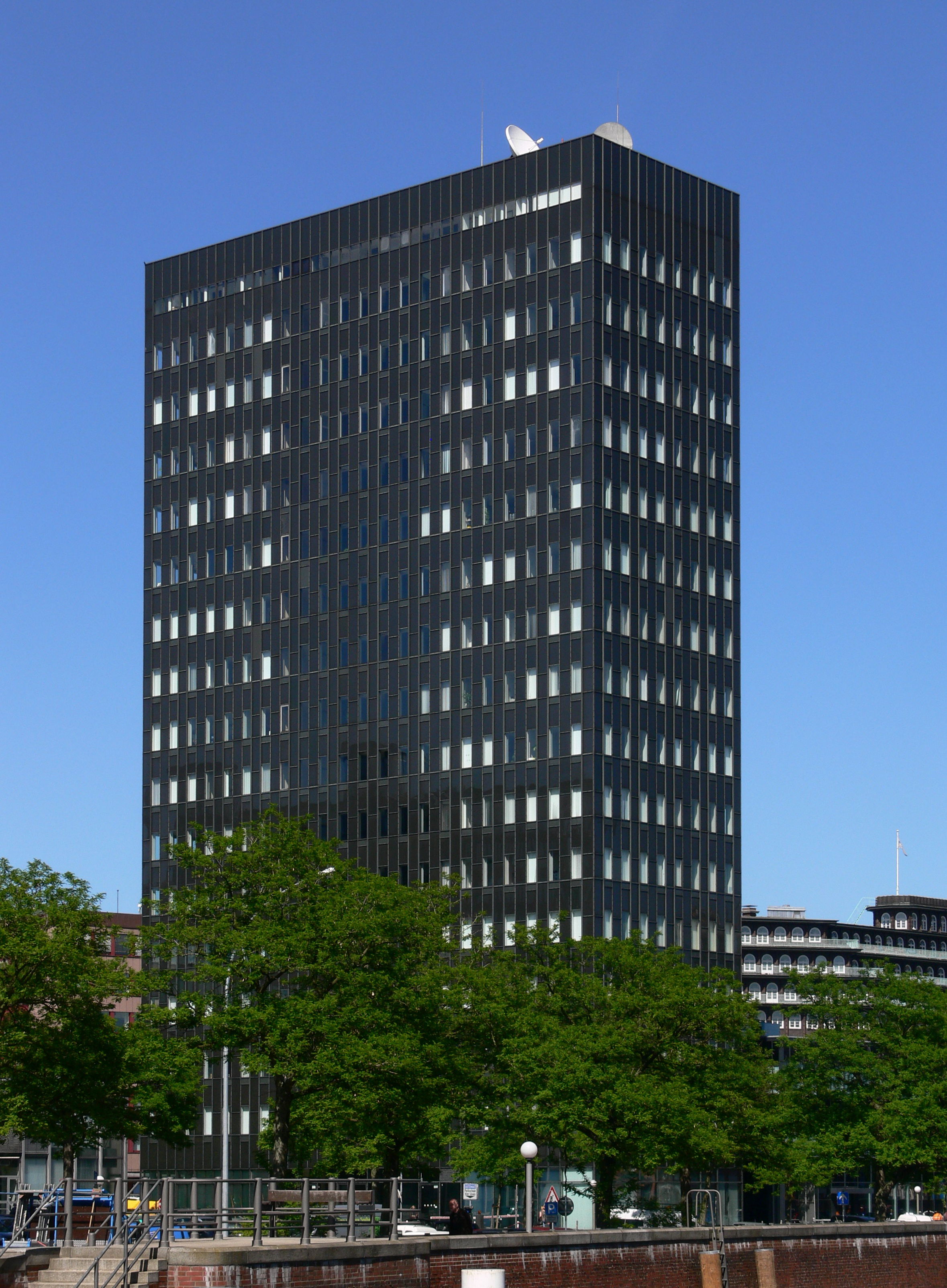
IBM-Haus (1963–1967)

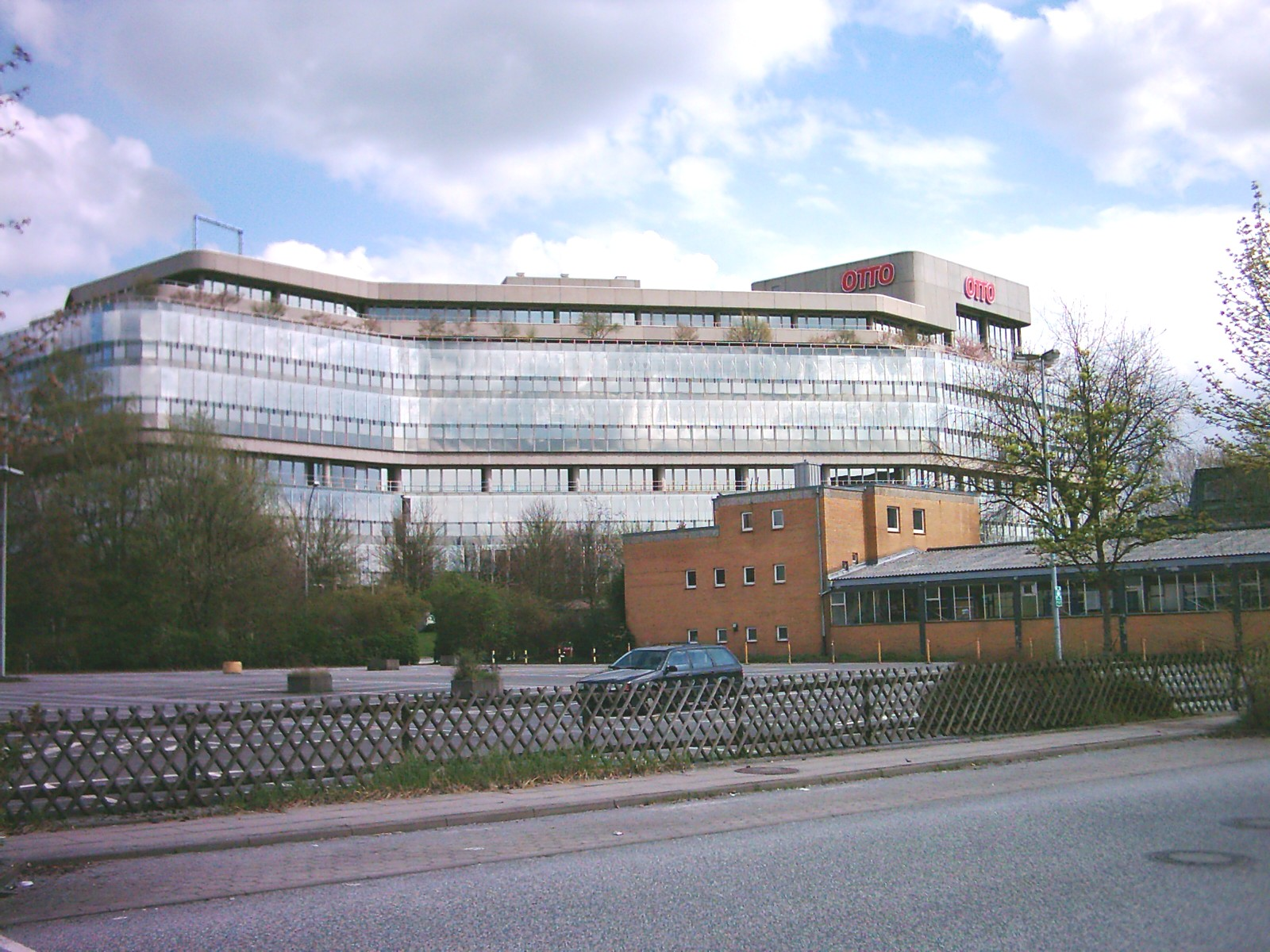
Hauptverwaltung Otto-Versand (1959–1970)

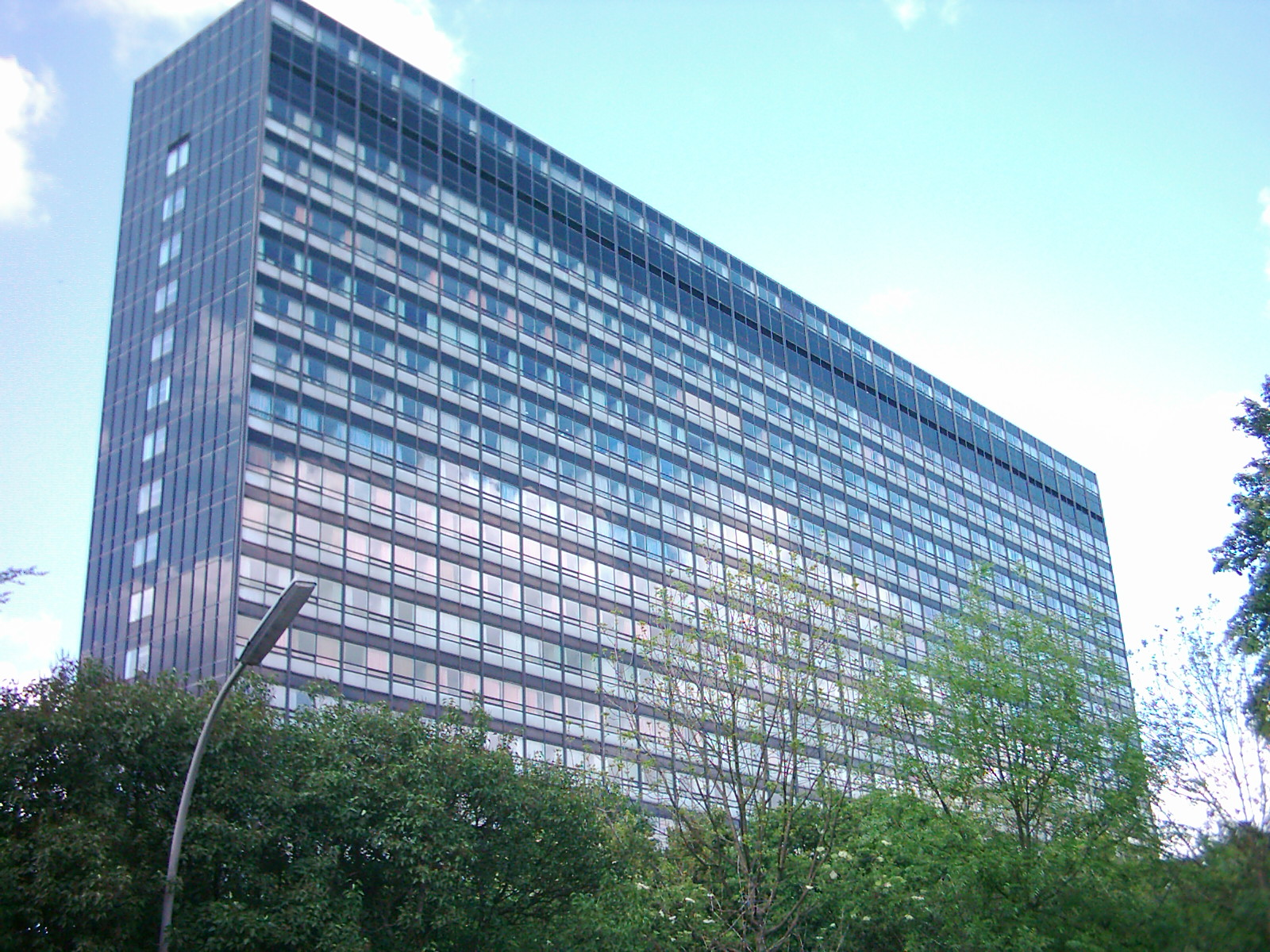
Allgemeines Krankenhaus Altona (1961–1970)

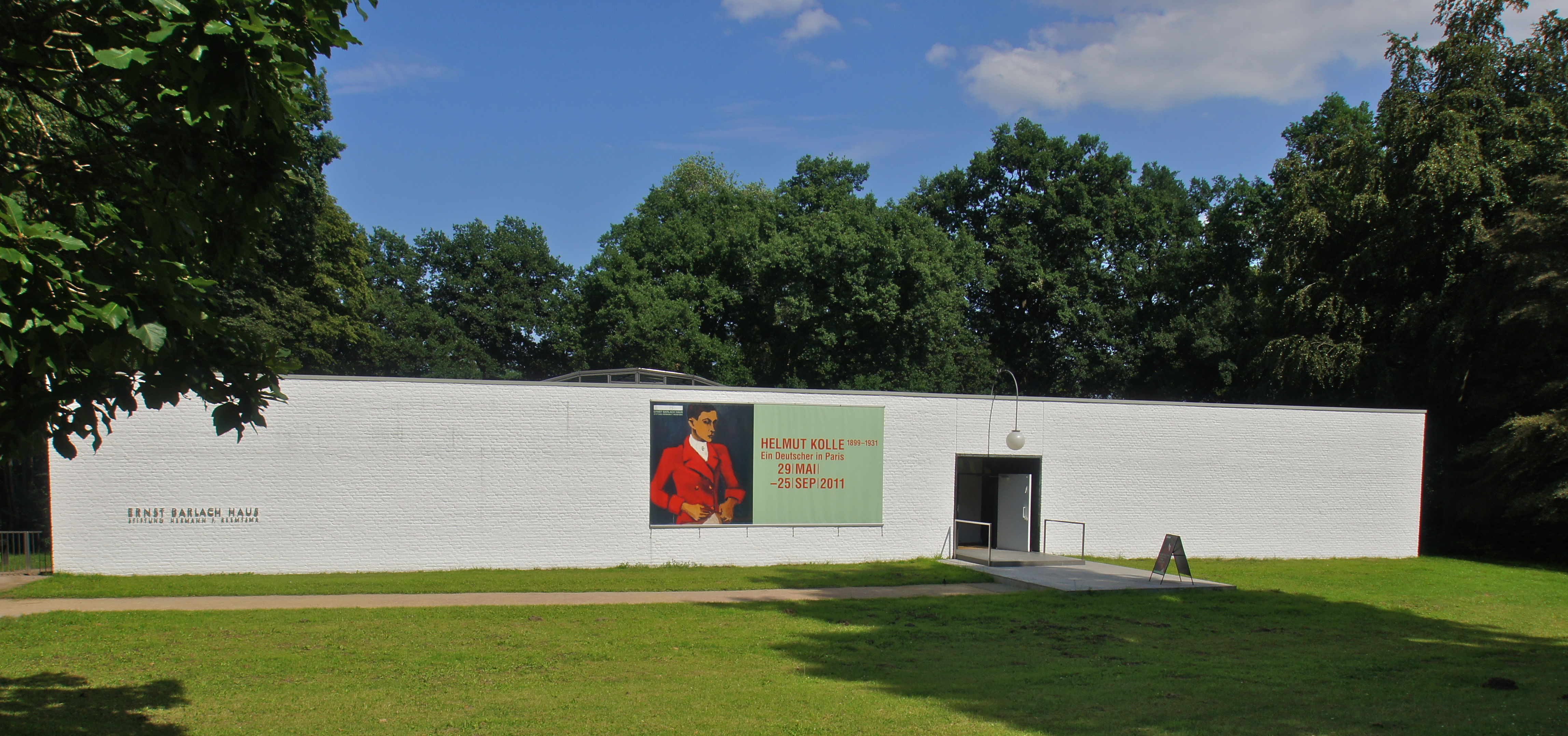
Ernst Barlach-Haus (1961–1962)

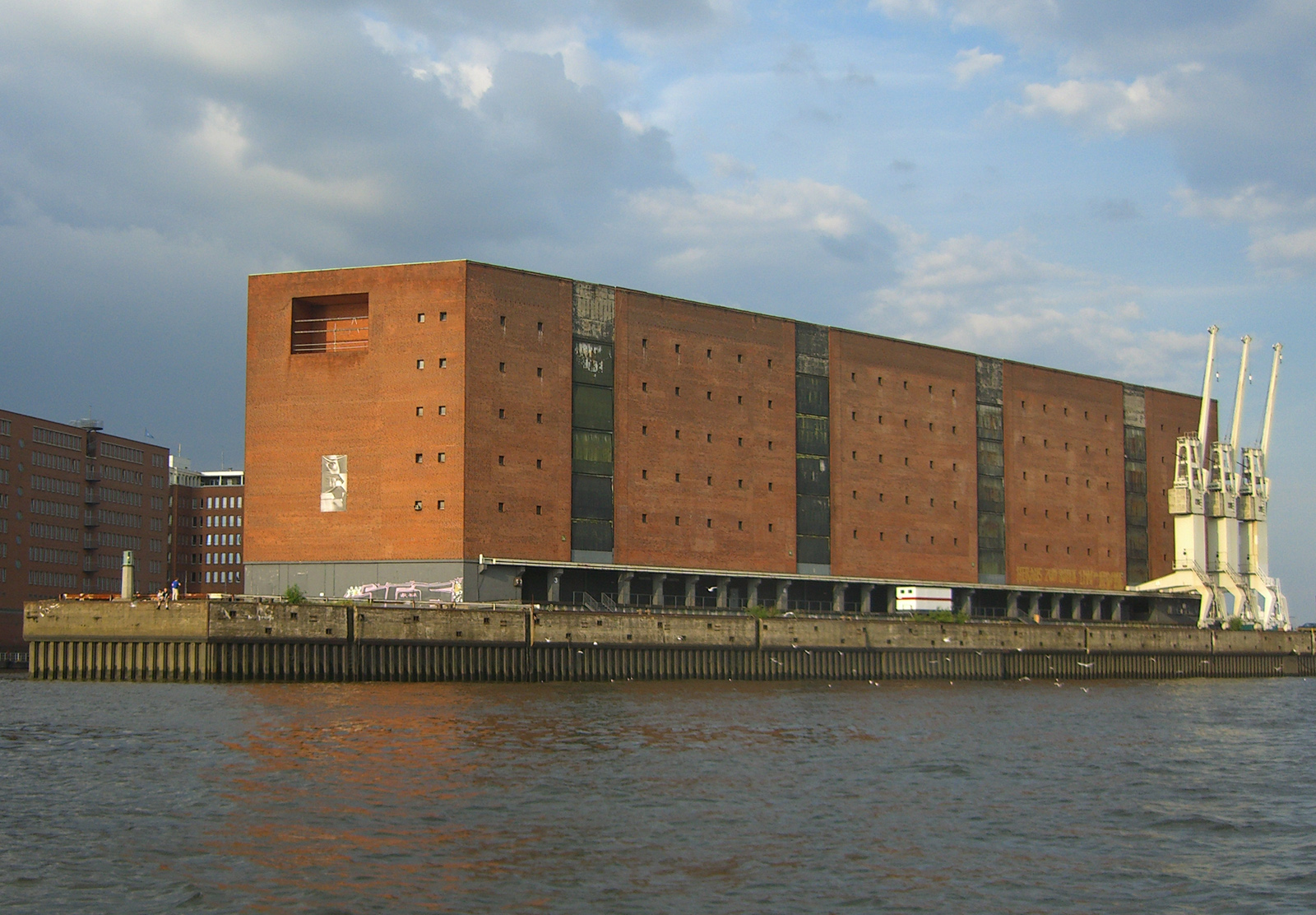
Kaispeicher A (1962–1966)

Werner Kallmorgen wurde 1902 in Altona als Sohn des Architekten Georg Kallmorgen geboren, der zusammen mit Werner Lundt das Architekturbüro Lundt & Kallmorgen betrieb und zudem von 1908 bis 1914 Altonaer Bausenator war. Bereits sein Großvater Friedrich Kallmorgen (1819–1891, nicht zu verwechseln mit dem gleichnamigen Maler) war als Besitzer einer Ziegelei im Baugewerbe tätig und hatte als Bauherr (gemeinsam mit Gottfried Sempers Sohn Manfred Semper) zahlreiche Wohnungen in der stark wachsenden Stadt Altona errichtet.
Kallmorgen studierte 1920 bis 1925 an der Technischen Hochschule München und an der Technischen Hochschule Dresden, arbeitete von 1927 bis 1928 im Hochbauamt Altona und anschließend als selbständiger Architekt. 1930 trat er dem Altonaer Künstlerverein bei. Während der 1930er Jahre entwarf er vor allem Einfamilienhäuser. Kallmorgen beantragte am 6. Oktober 1939 die Aufnahme in die NSDAP und wurde rückwirkend zum 1. Oktober desselben Jahres aufgenommen (Mitgliedsnummer 7.233.009). Nach Beginn des Zweiten Weltkriegs fand er Arbeit im öffentlichen Bauwesen und war unter anderem an den Luftschutzbauten des Hochbauamtes beteiligt (Luftschutzhaus an der Henriettenstraße in Eimsbüttel, 1940). Er arbeitete auch an den Planungen für den Wiederaufbau Hamburgs mit, die noch während des Krieges unter Konstanty Gutschow in Angriff genommen wurden. Als diese Planungen in der Nachkriegszeit im Wesentlichen übernommen und fortgesetzt wurden, blieb Kallmorgen weiterhin daran beteiligt und war von 1945 bis 1947 Mitglied im Arbeitsausschuss Stadtplanung. Zunächst war er maßgeblich am Wiederaufbau der Hamburger Speicherstadt beteiligt. Weiterhin entwarf er neue Innenräume für zerstörte Theater, so das Opernhaus Hannover, das Opernhaus Kiel (damals Stadttheater), das Thalia-Theater in Hamburg (zum Teil in Zusammenarbeit mit Adolf Zotzmann) und das Altonaer Theater im von Gustav Oelsner erbauten, ursprünglichen Haus der Jugend. Dabei gestaltete er die neuen Innenräume unkonventionell und versuchte, die strikte Trennung zwischen Bühne und Zuschauerraum aufzuheben. In der Folgezeit baute Kallmorgen zahlreiche öffentliche Gebäude und Wohnsiedlungen in Hamburg. Ab 1963 hatte er ein gemeinsames Büro mit Karlheinz Riecke, Gustav Karres und seinem Sohn Thomas, aus dem er sich 1974 zurückzog, nachdem er wegen des zu teuren Baus des Allgemeinen Krankenhauses Altona in die öffentliche Kritik geraten war. Er siedelte nach Bayern über, wo er 1979 starb.
Aus dem bautypologisch breit angelegten architektonischen Œuvre Werner Kallmorgens ragen besonders seine Wiederaufbauplanungen von Theaterbauten heraus, für die er „bundesweit und auch international bekannt wurde.“
Werner Kallmorgens zweite Ehefrau Inge, geborene Behncke, war Journalistin und später auch als Innenarchitektin tätig.

## Bauten
- 1929–1930: Haus Nordwald in Hamburg-Altona
- 1928–1933: Wohn- und Geschäftshaus in Hamburg-Altona, Stresemannstraße
- 1933: Wohn- und Geschäftshaus in Hamburg-Altona, Mörkenstraße
- 1935–1936: Großwohnhaus Hohenzollernring in Hamburg-Ottensen
- 1936–1937: Haus Wetzel
- 1937–1938: Wohnsiedlung Gutenbergstraße in Hamburg-Stellingen Lage
- 1944–1945: Norwegerhäuser in Hamburg-Wohldorf-Ohlstedt Lage
- 1945–1960: Wiederaufbau des Thalia-Theaters in Hamburg-Altstadt Lage
- 1948: Bücherstube Stolterfoht. Errichtung eines Holzpavillons als Buchladen in Hamburg-Harvestehude, Rothenbaumchaussee 100[4][5] Lage
- 1950–1960: Wiederaufbau der Laves-Oper in Hannover (mit Klaus Hoffmann, Adolf Zotzmann) Lage
- 1956–1961: Wohnsiedlung Rittmerskamp in Hamburg-Langenhorn Lage
- 1952–1953: Freihafenamt in der Speicherstadt[6] Lage
- 1955–1960: Wohnsiedlung Beerboomstücken in Hamburg-Groß Borstel für die Siedlungs-Aktiengesellschaft Hamburg Lage
- 1956–1958: Wiederaufbau der Christuskirche in Hamburg-Altona[7] Lage
- 1957: Hamburger Bank von 1861 in Hamburg-Altstadt, Alstertor 9 (entstellt)[8] Lage
- 1957–1962: Pastorat, Kindertagesheim, Altenheim (Rumond-Walther-Haus) bei der Christianskirche am Klopstockplatz.[9] Altenheim 2014 durch einen größeren Neubau ersetzt, Pastorat und Kita schon Jahre vorher durch Aufstockung bis zur Unkenntlichkeit verändert.
- 1959–1970: Albertinen-Krankenhaus in Hamburg-Schnelsen Lage
- 1959–1970: Hauptverwaltung des Otto-Versands in Hamburg-Bramfeld Lage
- 1961–1962: Ernst-Barlach-Haus im Jenischpark Hamburg Lage
- 1962–1966: Kaispeicher A auf dem Großen Grasbrook (jetzt Elbphilharmonie) Lage
- 1963–1967: IBM-Hochhaus auf der „Spiegel-Insel“ in Hamburg-Altstadt Lage
- 1963: Ladenzentrum Kieler Straße in Hamburg-Stellingen (Abriss vorgesehen)[10][11] Lage
- 1964: Umbau Deutsches Schauspielhaus in Hamburg-St. Georg Lage
- 1967–1969: Spiegel-Hochhaus in der Brandstwiete (Innenausstattung von Verner Panton)[12] Lage
- 1965–1967: Umbau von St. Nikolai (Hamburg-Finkenwerder) Lage
- 1961–1970: Allgemeines Krankenhaus Altona in Hamburg-Othmarschen Lage
- 1971–1974: Wohnsiedlung Hexenberg für die SAGA in Hamburg-Altona-Altstadt (mit Carl-Friedrich Fischer und Horst von Bassewitz) Lage

## Veröffentlichungen
- Was heisst und zu welchem Ende baut man Kommunaltheater? Verlag Das Beispiel, Darmstadt 1955.
- (mit Cornelius Gurlitt): Zur Befreiung der Baukunst. Ullstein, Berlin 1968. (= Bauwelt-Fundamente, Band 22.)

## Ausstellung
- 2013: Die erwartete Katastrophe. Luftkrieg und Städtebau in Hamburg und Europa 1940–1945. Freie Akademie der Künste in Hamburg.